# Malá synagoga ve Velkém Meziříčí

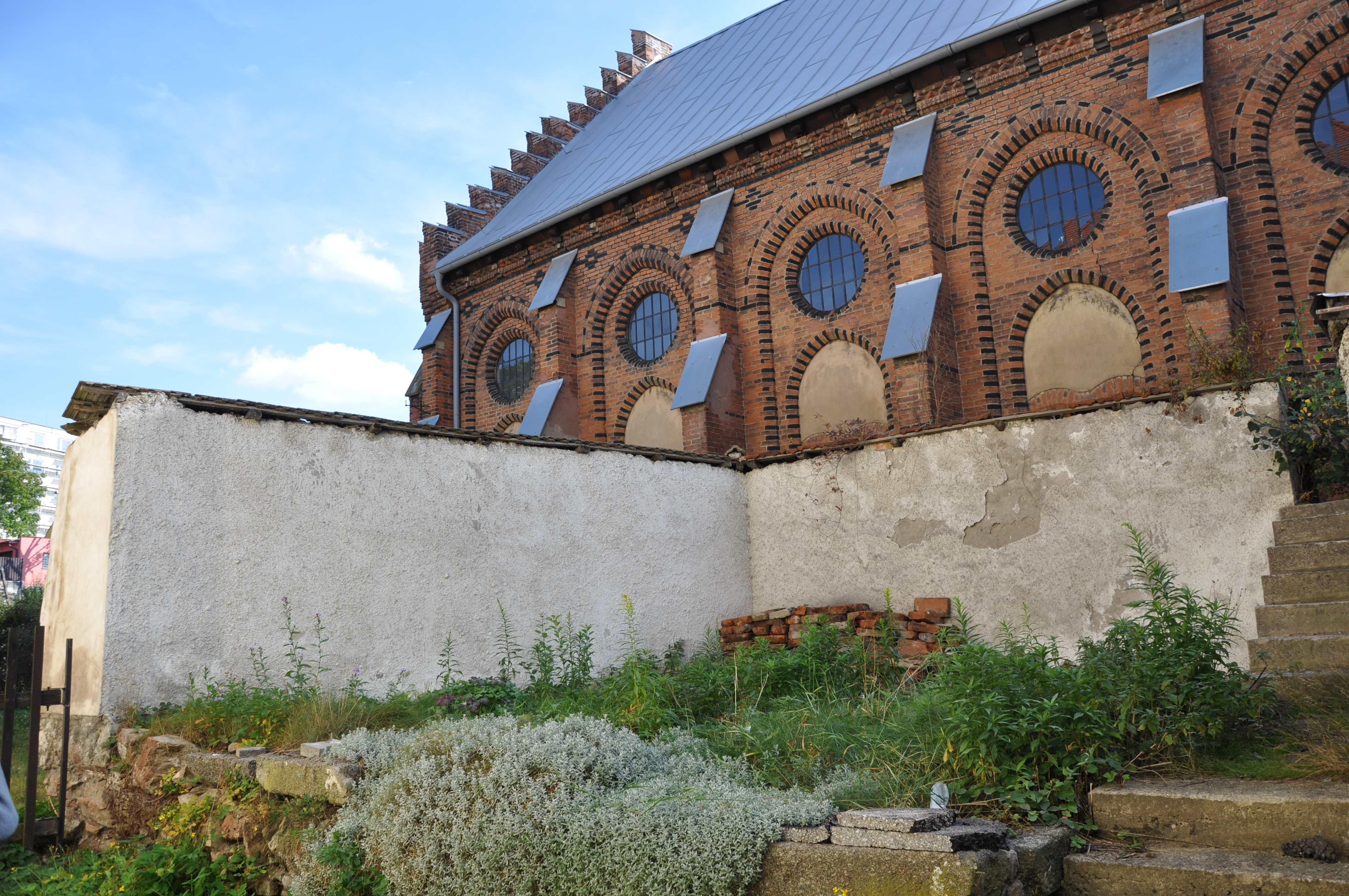
Místo po nejstarší synagoze, 2009

Malá synagoga ve Velkém Meziříčí byla menší obdélníkovou přízemní stavbou s valbovou střechou o rozměrech přibližně 7,5 x 6 metrů. Byla pozoruhodná tím, že nebyla orientována podle světových stran. Nacházela se mezi Starou synagogou a Novou synagogou a byla nejstarší z nich. V posledním období, tj. až do druhé světové války, sloužila jako zimní modlitebna, poté jako skladiště. V roce 1955 byla židovskou obcí prodána a přibližně v letech 1962–67 z větší části zbořena. Stále však z její konstrukce existují části obvodové zdi. Zbořena byla pravděpodobně proto, aby uvolnila prostor pro rozšíření sousedícího, bývalého rabínského domu.